# Berlin-Totale: Hausmüll
Berlin-Totale: Hausmüll ist ein Dokumentarfilm von Dieter Harms von 1978 für die Staatliche Filmdokumentation der DDR über die Tätigkeit von Müllmännern.

## Inhalt
Der Film zeigt einen Arbeitstag eines Müllautos mit Müllmännern bei ihrer Tour durch den Prenzlauer Berg, vor allem in der Gegend um den Kollwitzplatz. Sie holen die Mülltonnen von den Höfen oder aus den Häusern.
Am Ende ihres Arbeitstages sortieren sie grob. Dabei findet sich erstaunlich viel Brot, das in der DDR billig war.

## Hintergründe
Der Film wurde in der Reihe Berlin-Totale durch die Staatliche Filmdokumentation am Filmarchiv der DDR hergestellt, die verschiedenste Lebensbereiche dokumentierte, aber nicht für öffentliche Vorführungen vorgesehen waren. Er trug den Reihentitel VI. Stadttechnik. 1. Müllbeseitigung. a) Hausmüll und war im 16-mm-Format schwarzweiß gedreht.
2023 wurde er im Filmtheater am Friedrichshain  bei der Prenzlauerberginale gezeigt und 2025 im Zeughauskino Berlin mit anderen Filmen der Filmdokumentation. Er ist auf der DVD Prenzlauerberginale III enthalten.

## Rezeption
Der Kulturjournalist der Berliner Zeitung Frank Schirrmeister war 2025 begeistert über diese faszinierende Reportage:

„Fast hat man vergessen, in welchem Ausmaß die Gebäudesubstanz des Altbaubezirks von Baufälligkeit und Verfall gezeichnet war. An verwitterten Fassaden vorbei geht die Fahrt durch die Gegend um den Kollwitzplatz; wo sich heute die bourgeoise Bohème in den unbezahlbaren Eigentumswohnungen räkelt, schleppen die Müllmänner die schweren Tonnen durch finstere Treppenhäuser und verwahrloste Hinterhöfe. Am Ende der Schicht sortieren sie den Müll notdürftig beim Ausladen auf der Deponie.“